# Arthur Monteiro
Arthur Monteiro é advogado tributarista, auditor licenciado da Receita Federal e deputado estadual pelo Rio de Janeiro, eleito em 2022 pelo UNIÃO com 29.968 votos.

Sua primeira eleição para vereador ocorreu em 2016, pelo PTdoB, com 4.648 votos. Foi reeleito em 2020, pelo DEM, com 6.209 votos.